# Parenchyma
Parenchyma może oznaczać:

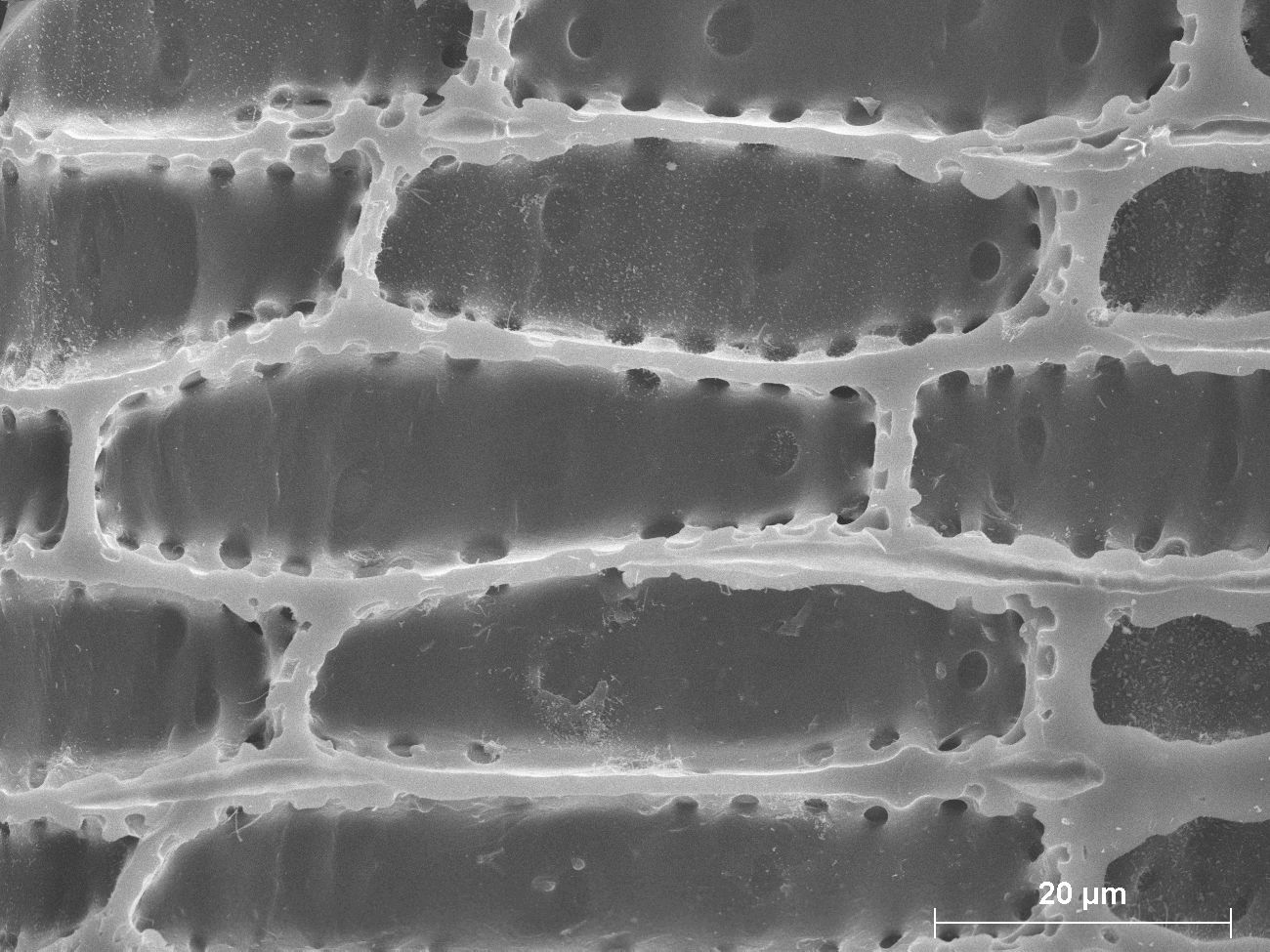
Komórki miękiszowe świerka pospolitego - przekrój

- w botanice: miękisz roślin[1],
- w zoologii: Pierwotna tkanka łączna, zespół luźno połączonych komórek różnego pochodzenia i o różnych funkcjach, wypełniająca wnętrze ciała organizmów acelomatycznych. Do komórek parenchymy zaliczane są, m.in.: neoblasty, komórki żerne, komórki gruczołowe, cytony neodermy lub perykariony komórek nabłonkowych[2]. Różnokształtne komórki połączone wypustkami, gromadzą i rozprowadzają u płazińców substancje odżywcze. Uczestniczą w  wydalaniu protonefrydialnym[3].